# Fritz Neidholdt

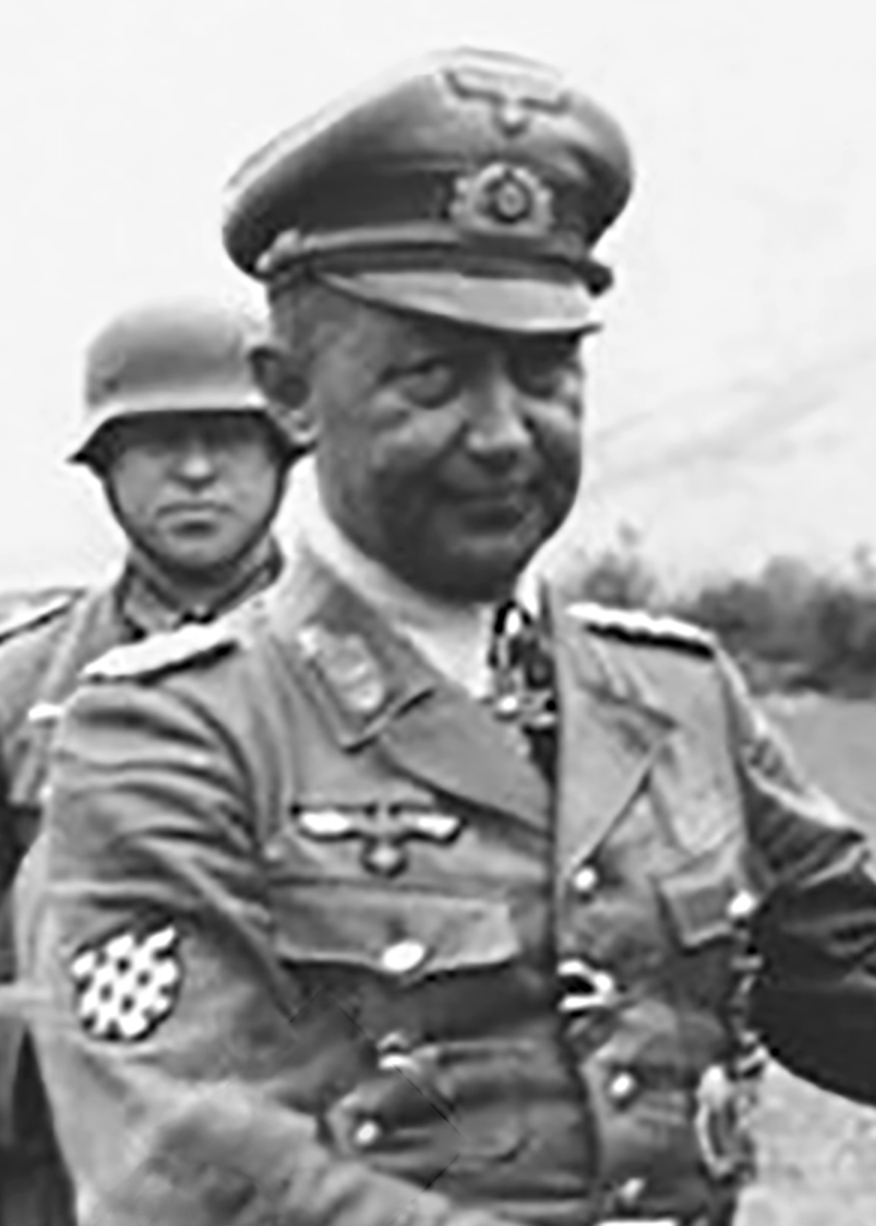
Generalleutnant Fritz Neidholdt, 369. Infanterie-Division (kroat.)

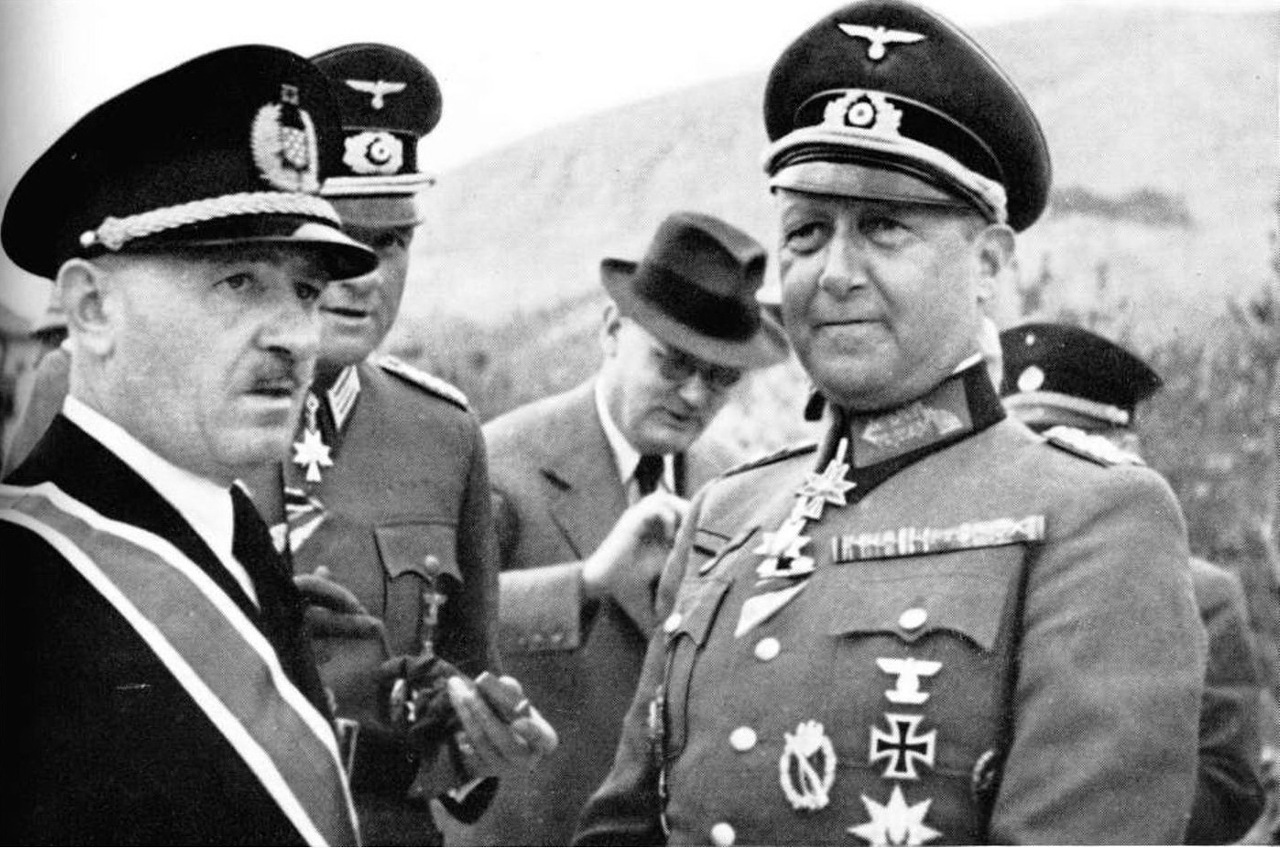
Der kroatische Regierungschef Nikola Mandić mit General Fritz Neidholt (ca. 1943/44)

Fritz Neidholdt (* 16. November 1887 in St. Kilian; † 5. März 1947 in Belgrad, Jugoslawien) war ein deutscher Offizier, zuletzt Generalleutnant im Zweiten Weltkrieg. Nach dem Krieg wurde er in Jugoslawien als Kriegsverbrecher verurteilt und hingerichtet.

## Leben
Fritz Neidholdt war Sohn eines protestantischen Pastors. Er trat 1907 als Fahnenjunker in das 7. Thüringische Infanterieregiment Nr. 96 ein. 1909 wurde er zum Leutnant befördert. Nach Ausbruch des Ersten Weltkrieges wurde er 1915 zum Oberleutnant, im März 1918 zum Hauptmann befördert. 
Nach dem Krieg war Neidholdt Teil der Reichswehr und hatte verschiedene Positionen als Kompaniechef und Stabsoffizier inne. Am 1. März 1931 wurde er zum Major, am 1. Juli 1934 zum Oberstleutnant befördert. Während der Erweiterung der Reichswehr zur Wehrmacht wurde er am 21. Mai 1935 aus dem aktiven Dienst verabschiedet.
Drei Jahre später, am 1. Dezember 1938, trat er als Ergänzungsoffizier der Wehrmacht erneut bei und wurde am 1. März 1939 zum Oberst (E) befördert. Mit Beginn des Überfalls auf Polen (Fall Weiss) am 1. September 1939 war er als Verbindungsoffizier zur Verfügung des Generals der Luftwaffe beim Oberbefehlshabers des Heeres gestellt.
Ab dem 1. Oktober 1939 wurde er Kommandeur des 322. Infanterie-Regimentes, das mit der Grenzsicherung im Osten des eroberten Polens betraut war. Im Frühjahr 1940 nach Frankreich verlegt, nahm er mit dieser Einheit am Westfeldzug teil. Während des Angriffskrieges gegen die Sowjetunion bildete die Einheit im Rahmen der Heeresgruppe Nord den Kern der 285. Sicherungs-Division und im Gebiet des Wolchow eingesetzt.
Ab dem 1. September 1942 wurde er zum Kommandeur der auf dem Truppenübungsplatz Döllersdorf neu aufgestellten und in Ausbildung befindlichen 369. (kroatischen) Infanterie-Division ernannt. Diese Einheit hatte als Rahmenpersonal deutsche Offiziere und Unteroffiziere, die Mannschaften waren kroatische Rekruten. Mit dieser Division war er an den Partisanenkämpfen im ehemaligen Jugoslawien von 1942 bis 1944 beteiligt, unter anderem an den Unternehmen Weiß I, Weiß II, Schwarz und Kugelblitz. Zum 1. Oktober 1942 erfolgte seine Beförderung zum Generalmajor, am 1. Oktober 1943 die Beförderung zum Generalleutnant.
Anfang Oktober 1944 verließ er die Division und wurde in die Führerreserve versetzt, aus der heraus er in der Endphase des Krieges einige rückwärtige Kommandoposten übernahm. Er wurde von britischen Streitkräften gefangen genommen.
Laut der Anklageschrift im Nürnberger Prozess gegen die Hauptkriegsverbrecher waren auf seinen Befehl vom 11. September 1944 die Dörfer Zagniezde und Udora zerstört und alle Männer gehenkt worden. Neidholdt wurde nach Kriegsende an Jugoslawien ausgeliefert. Er wurde dort angeklagt, zum Tode verurteilt und hingerichtet.

## Auszeichnungen
- Eisernes Kreuz (1914) II. und I. Klasse
- Verwundetenabzeichen (1918) in Schwarz
- Spange zum Eisernen Kreuz II. und I. Klasse
- Deutsches Kreuz in Gold am 2. Januar 1942